# لاچینی (دهانه)
لاچینی یک دهانه برخوردی در ماه‌ است.